# 玛丽娜·维尔克
玛丽娜·维尔克（德語：Marina Wilke，1958年2月28日—），德国女子赛艇运动员。她曾代表东德参加1976年和1980年夏季奥林匹克运动会赛艇比赛，获得二枚金牌，均来自女子八人单桨有舵手项目。